# NGC 5570
NGC 5570 est une vaste galaxie spirale intermédiaire située dans la constellation du Bouvier. Sa vitesse par rapport au fond diffus cosmologique est de 113,5 ± 8,0 km/s, ce qui correspond à une distance de Hubble de 113,5 ± 8,0 Mpc (∼370 millions d'al). NGC 5570 a été découverte par l'astronome germano-britannique William Herschel en 1784. Cette galaxie a aussi été observée par l'astronome britannique Heinrich Louis d'Arrest le 26 avril 1865 et elle a été inscrite au New General Catalogue sous la cote NGC 5519.
On ne s'entend pas sur la classification de NGC 5570, mais il semble y avoir un début de barre en son centre sur l'image obtenue du relevé SDSS. Aussi, la classification de spirale intermédiaire par le professeur Seligman semble mieux convenir à celle-ci. Le professeur Seligman ajoute aussi la mention particulière (pec), sans doute en raison de son asymétrie, l'un des bras étant projeté loin du centre.
La classe de luminosité de NGC 5570 est I et elle présente une large raie HI.
À ce jour, neuf mesures non basées sur le décalage vers le rouge (redshift) donnent une distance de 98,600 ± 18,486 Mpc (∼322 millions d'al), ce qui est à l'intérieur des valeurs de la distance de Hubble. Notons cependant que c'est avec la valeur moyenne des mesures indépendantes, lorsqu'elles existent, que la base de données NASA/IPAC calcule le diamètre d'une galaxie et qu'en conséquence le diamètre de NGC 5570 pourrait être d'environ 69,4 kpc (∼226 000 al) si on utilisait la distance de Hubble pour le calculer.

## Identification de NGC 5570
Pour la base de données Simbad ainsi que pour le logiciel Aladin basé sur cette dernière, NGC 5570 n'est pas PGC 50865, mais la galaxie PGC 51185, alors que PGC 50865 est NGC 5519. Quant à Wolfgang Steinicke, il soutient que NGC 5570 est un objet inexistant et comme pour Simbad, il identifie NGC 5519 à PGC 50865.